# 漳州戰鬥
漳州戰鬥發生於1918年2月11日，直到同月16日結束，戰鬥地點則是在中國福建漳州。該戰鬥是北洋政府時期的內戰之一，交戰兩方為粵軍的陳炯明、许崇智及閩軍的李厚基。戰鬥末了，陳炯明部獲得獲勝，取得福建南部的控制權。值得一提的是，此戰鬥中，蔣中正編制於陳炯明部的麾下，擔任的職務為「作戰科長」。